# Линденберг, Карл
Карл Ли́нденберг (нем. Carl Lindenberg; 1 мая 1850, Виттенберге, Пруссия — 13 июля 1928, Берлин, район Вильмерсдорф, Германия) — юрист по профессии, в течение многих лет куратор коллекции почтовых марок в Берлинском имперском почтовом музее, один из теоретиков международной филателии, издатель нескольких журналов, ряда книг, автор многих исследований по филателии. Основатель (1888) и почётный член (1898) Берлинского клуба филателистов.

## Биография
Родился 1 мая 1850 года в Виттенберге. Уделяя значительное внимание филателистическим исследованиям, судья К. Линденберг стал известным коллекционером и признанным экспертом в области филателии.
В 1902 году был переведён на должность председателя суда земли (Landgerichtspräsident ) в прусском городе Ратиборе (ныне Рацибуж). Вернулся в Берлин в 1908 году.
Умер в Вильмерсдорфе 13 июля 1928 года.

## Вклад в филателию
Начал коллекционировать марки в 1857 году в возрасте семи лет и собрал значительную коллекцию почтовых марок мира.
На протяжении многих лет, до 23 января 1899 года, был куратором коллекции почтовых марок в Берлинском имперском почтовом музее, каталогизировав все имевшиеся на тот момент в фондах музея почтовые марки.
К. Линденберг сыграл важную роль в разоблачении изготовленных Жоржем Фурэ подделок немецких цельных вещей и преподнёс в дар Берлинскому почтовому музею конверт с раритетными молдавскими «Бычьими головами».
С 1871 года публиковал статьи и монографии по филателии (включая серию монографий о почтовых конвертах немецких государств), издавал журналы и книги. 16 января 1888 года основал при ресторане Аделунга и Хоффманна (Restaurant von Adelung & Hoffmann, по Лейпцигер-штрассе, 14) Берлинский клуб филателистов, был его первым председателем до 31 декабря 1902 года, а в 19 декабря 1898 года стал его почётным членом.
Карл Линденберг был вынужден оставить пост председателя клуба в связи со своим переводом в 1902 году на должность председателя суда в прусском городе Ратиборе. По его возвращении в Берлин в 1908 году клуб филателистов снова избрал его своим председателем, однако Линденберг отказался от оказанной ему чести.

## Почётные звания и награды
- 1895 — почётный член Союза брауншвейгских собирателей почтовых марок (Verein Braunschweiger Briefmarkensammler).
- 1895 — почётный член Союза баварских филателистов в Мюнхене (Bayerischer Philatelisten-Verein München).
- 1898 — почётный член Берлинского клуба филателистов.
- 1904 — почётный член Союза берлинских собирателей цельных вещей (Berliner Ganzsachen-Sammler-Verein von 1901 e. V.).
- 1922 — серебряная медаль «Первого отечественного союза коллекционеров марок», Будапешт (silberne Vereinsmedaille des «Ersten Vaterländischen Verein der Briefmarkensammler»).
- 1926 — почётный член Международного союза торговцев знаками почтовой оплаты в Берлине (Internationale Postwertzeichen-Händler-Verband Berlin).
- 1928 — медаль австрийского союза коллекционеров (österreichische Verbands-Medaille).

## Память

### Медаль Линденберга
В 1905 году по его инициативе и на его средства Берлинским клубом филателистов была учреждена первая и наиболее значимая немецкая филателистическая награда за выдающиеся достижения в области филателистических исследований и вклад в филателистическую литературу, которая получила название «Медаль Линденберга». Этой награды удостаивались как немецкие, так и зарубежные коллекционеры. Впервые она вручалась 22 января 1906 года, и среди первых награждённых были Т. Хаас из Лейпцига, Э. Диена из Рима, француз Ж. А. Легран и англичанин Э. Д. Бэкон.
С 1906 года и до начала Второй мировой войны медалью Линденберга были награждены 30 человек. При этом в период Первой мировой войны, в 1915—1919 годах, медаль не присуждалась. Награждение было полностью приостановлено в 1943 году, и штамп для чеканки медали был утерян. С 1981 года медаль снова вручается, и в числе первых её получил американский филателист Джон Бокер. 4 февраля 2008 года в Берлине состоялась очередная церемония награждения медалью Линденберга, и среди других ей был удостоен Джеймс Ван дер Линден (James van der Linden), вице-президент Международной ассоциации филателистических экспертов.

### Почтовые выпуски
В 1969 году почтовое ведомство Княжества Лихтенштейн выпустило в память о К. Линденберге почтовую марку в серии «Пионеры филателии» (Sc #449).

## Избранные труды
Линденбергом был опубликован ряд филателистических изданий:
- Großes Handbuch der Philatelie, Otto Teltz, Lieferung 4 bis 20, Leipzig, 1887. (нем.) [Большой справочник по филателии.]
- Katalog der Marken des Reichspostmuseums. (нем.) [Каталог марок имперского почтового музея.]
- Die Briefumschläge der deutschen Staaten, 1892—1895. (нем.) [Почтовые конверты германских государств.]
- Die Briefmarken von Baden, 1894. (нем.) [[[История почты и почтовых марок Бадена|Почтовые марки Бадена]].]
- Ganzsachen-Katalog, Verlag Gebrüder Senf, 1911. (нем.) [Каталог цельных вещей.]